# Olympic Mvolyé
Football Club Olympique Mvolyé w skrócie Olympic Mvolyé znany również jako Olympique Mvolyé – kameruński klub piłkarski, grający niegdyś w kameruńskiej pierwszej lidze, mający siedzibę w mieście Mvolyé.

## Historia
Olympic Mvolyé został założony w 1970 roku. W 1992 grając w drugiej lidze Olympic zdobył Puchar Kamerunu po zwycięstwie w finale z Diamantem Jaunde. Sukces ten powtórzył dwa lata później po zwycięstwie w finale z Tonnerre Jaunde. W 1997 klub zadebiutował w kameruńskiej ekstraklasie. W pierwszej lidze Olympic występował przez 5 sezonów do 2001 roku.

## Sukcesy
- Puchar Kamerunu[1]:
  - zwycięstwo (2): 1992, 1994.

## Występy w afrykańskich pucharach
| Sezon | Rozgrywki                 | Runda | Kraj         | Klub                     | Dom | Wyjazd | Dwumecz |
| ----- | ------------------------- | ----- | ------------ | ------------------------ | --- | ------ | ------- |
| 1993  | Puchar Zdobywców Pucharów | 1     | Burkina Faso | Rail Club du Kadiogo     | 1–0 | 1–1    | 2–1     |
| 1993  | Puchar Zdobywców Pucharów | 2     | Nigeria      | El-Kanemi Warriors       | 3–0 | 0–4    | 3–4     |
| 1995  | Puchar Zdobywców Pucharów | 1     | Angola       | Independente Sport Clube | 3–0 | 2–1    | 5–1     |
| 1995  | Puchar Zdobywców Pucharów | 2     | Ghana        | Accra Hearts of Oak SC   | 1–0 | 0–4    | 1–4     |

## Reprezentanci kraju grający w klubie
Stan na maj 2023.
| - Hans Agbo - Bassey William Andem - Mvondo Atangana - Mathias Chago - André-Joël Eboué - Bertin Ebwellé - Sunday Jang - Michel Kaham | - Emmanuel Kundé - Benjamin Massing - Joseph Mbarga - Tobie Mimboe - Victor N’Dip - Pierre Njanka - Stephen Tataw - Alphonse Yombi |